# Hannibal de Giscon
Pour les articles homonymes, voir Hannibal.
Hannibal, fils de Giscon ( ~471 av. J.-C. - 406 av. J.-C.) est un général carthaginois (à ne pas confondre avec Hannibal Barca du IIIe siècle av. J.-C.). Il vient de la famille gisconide. Il est connu pour ses actions militaires en Sicile.

## Biographie
Hannibal est élu, par le sénat carthaginois comme commandant des armées et gouverneur de l'épicratie punique de Sicile en 411 av. J.-C.. Il est désireux de venger son grand-père Hamilcar vaincu devant Himère par les Grecs de Sicile en 480 av. J.-C.
En 409 av. J.-C., sous de faux motifs, il marche avec son armée vers la ville de Sélinonte et s'allie avec Ségeste, rivale de Sélinonte. Sans renforts, la ville est facilement prise et détruite. La population est en partie exterminée.
Au mois de mai, il assiège Himère et bat les renforts venus de Syracuse, commandés par Dioclés. Parmi eux se trouve le jeune Denys. Hannibal fait raser la ville d'Himère en « hommage » à son grand-père. La frontière entre l'épicratie carthaginoise et la zone de domination grecque est donc stabilisée à hauteur d'Agrigente. Hannibal oblige les cités grecques conquises à payer un impôt à Carthage.
La paix est alors déclarée. Mais Hermocrate, avec l'aide de Denys, reconstruit la ville de Sélinonte en 406 av. J.-C.
Hannibal, âgé de 65 ans, part pour Agrigente avec son fils Bomilcar et son neveu Himilcon, et installe le siège devant la cité. Mais la peste se répand dans le camp carthaginois ; Hannibal meurt deux semaines après le début du siège, son fils Bomilkar décédant quelques jours plus tard. Le commandement revient à Himilcon.